# Callohesma chlora
Callohesma chlora là một loài Hymenoptera trong họ Colletidae. Loài này được Exley mô tả khoa học năm 1974.